# ترجمه قرآن به زبان فرانسوی

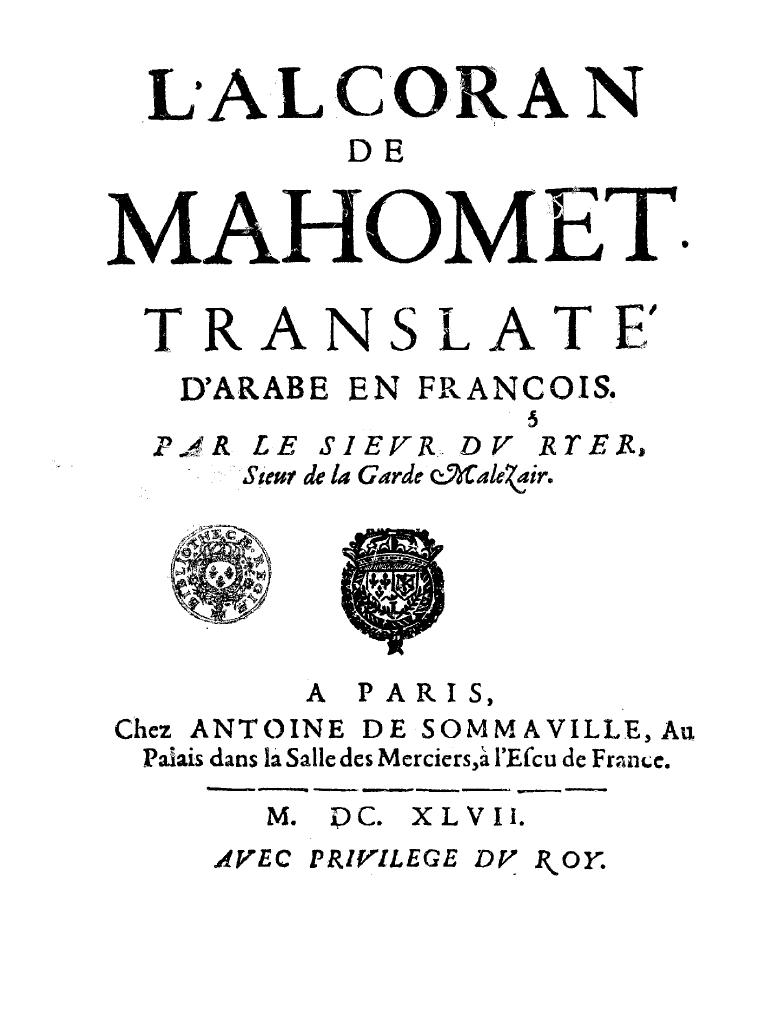
تصویر صفحه اول ترجمه قرآن دوریه

پیشینه ترجمهٔ قرآن به زبان فرانسوی به سده ۱۷ میلادی باز می‌گردد. پیش از آن نزدیک به چهار قرن ترجمه روبرت کتون و پیر تولد تنها مأخذ فرانسویان دربارهٔ قرآن بود. حدود ۱۳۰ میلیون نفر به این زبان صحبت می‌کنند.

## پیشینه
برای اولین بار در سال ۱۶۴۷ آندره دوری‌یه قرآن را مستقیماً از روی متن عربی به زبان فرانسه ترجمه کرد. او در حدود سال ۱۶۴۰ ترجمهٔ قرآن را آغاز کرد و برای نخستین بار کتاب دینی مسلمانان را مستقیماً از روی متن عربی به یکی از زبان‌های زنده اروپایی ترجمه کرد. او بر خلاف آنچه که تا پیش از آن در بین مترجمان قرآن متداول بود، کشیشی متعصب نبود بلکه سیاست‌مدار بود.
این ترجمه در سال ۱۶۴۹، تجدید چاپ شد و در همان سال به زبان انگلیسی (توسط الکساندر راس) سپس به زبان‌های هلندی، آلمانی و روسی ترجمه شد. و از تاریخ انتشار تا سال ۱۷۸۵، ۲۴ بار به چاپ رسید. دو ریه در ترجمه خود از تفاسیر و کتب علوم قرآنی نیز استفاده کرده‌است.

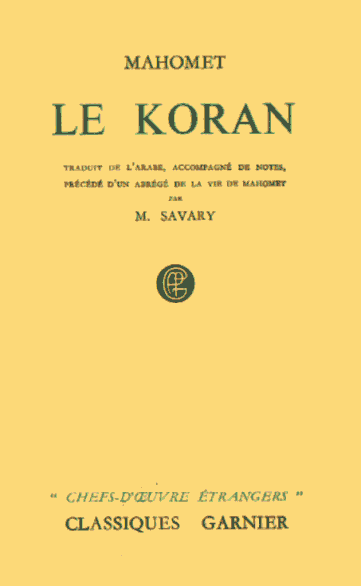
جلد ترجمه قرآن ساواری

دومین ترجمهٔ قرآن به زبان فرانسوی، توسط کلود-اتی‌ین ساواری در دوجلد در ۱۷۸۳ منتشر شد.. متن عربی قرآن و با استفاده از ترجمه لاتینی ماراتچی و برگردان انگلیسی جورج سیل انجام داد. این ترجمه ۱۹ بار چاپ شد. ساواری در ترجمه‌اش از ترجمه‌های پیشین قرآن نیز یاد می‌کند و ترجمه دوری‌یه را خسته‌کننده و ملال‌آور توصیف می‌کند و علت آن را هم شیوه کار او عنوان می‌کند که او «نتوانسته از سبک قرآن که پر احساس و هیجان انگیز است پیروی کند.»
پس از ترجمه این دو، مهم‌ترین ترجمه فرانسوی بیبرشتاین کازیمیرسکی است. در ۱۹۷۰، این ترجمه با مقدمه محمد ارکون منتشر شد. ترجمه دوریه بعد از انتشار ترجمه کازیمیرسکی در ۱۸۴۰، رونق خود را از دست داد.

## ترجمه‌ها مسلمانان
پیش از این، مسلمانان نقشی در ترجمه قرآن به فرانسه نداشتند و فرانسویان با هدف شناخت بهتر اسلام و گاه با اهداف استعماری قرآن را به فرانسه ترجمه می‌کردند. در سال ۱۹۲۹ ادوارد مونته، رئیس دانشکده الهیات دانشگاه ژنو، ترجمه جدیدی از قرآن مجید در ژنو و پاریس منتشر کرد.
از دیگر ترجمه‌های فرانسوی مشهور مسلمانان از قرآن، ترجمه‌های محمد حمیدالله (پاریس، ۱۹۵۹) و صادق مازیغ (تونس، ۱۹۷۸) و احمد بودیب (پاریس، ۱۹۷۶) است.

## ترجمه‌های فرانسوی
فهرست مهم‌ترین ترجمه‌های کامل قرآن به زبان فرانسوی:
| ردیف | مترجم قرآن                    | نام کامل                           | عنوان ترجمه                               | عنوان کامل ترجمه                     | توضیحات | تاریخ و محل چاپ                                                                |
| ---- | ----------------------------- | ---------------------------------- | ----------------------------------------- | ------------------------------------ | --- | ------------------------------------------------------------------------------ |
| ۱    | غلامحسین ابوالقاسمی فخری      |                                    | قرآن                                      | Le Coran                             | متن آیایت به خط عثمان طه، حرف نگاری و آوا نگاری با حروف لاتینی و ترجمه آیات با رنگ‌های متفاوت، ترجمه به زبان فرانسه                                                                   | قم، انتشارات انصاریان، ۲۰۰۰                                                    |
| ۲    | ژاک برک                       | Jacques Berque                     | قرآن کریم                                 |                                      | ترجمه به زبان فرانسه | پاریس، ۱۹۹۰                                                                    |
| ۳    | رژی بلاشر                     | Régis Blachère                     | درآمدی بر قرآن                            |                                      | ترجمه به زبان فرانسه، به ترتیب نزول آیات و تقویی تاریخی سوره‌ها | پاریس، ۱۹۴۷-۱۹۵۰، ۱۹۵۷، ۱۹۶۶، ۱۹۷۶                                             |
| ۴    | حمزه بوبکر                    | Hamza Boubakeur                    | قرآن                                      | Le Coran                             | ترجمه به زبان فرانسه | پاریس، ۱۹۷۲، ۱۹۷۷، ۱۹۷۹                                                        |
| ۵    | احمد بودیب                    | Ahmed Boudib                       | واژه‌نامه قرآن                             | Le Coran Glorieux                    | بدون متن عربی، شامل مقدمه‌ای مفصل دربارهٔ شجره‌نامه و زندگی پیامبر اسلام و مقدمه‌ای کوتاه شامل سوره فاتحه و شرح گسترش اسلام در کشورهای مختلف، همراه با حواشی، ترجمه و شرح به زبان فرانسه | پاریس و انگلستان، ۱۹۶۷                                                         |
| ۶    | بوریما عبده داود              | Boureima Bbdou Daouda              | تفسیر معانی القرآن الکریم باللغة الفرنسیة | Le sens des versets du Saint Qour'an | همراه متن عربی قرآن، ترجمه و تفسیر از روی ترجمه فرانسه محمد حمیدالله، ریم الخط آیات قرآن برگرفته از خطاطی عثمان طه، نظام آوا نگاری فرانسه                                            | ریاض، ۱۹۹۹                                                                     |
| ۷    | اوکتاو پِل                     | Octave Pelse                       | قرآن                                      | Le Coran                             | ترجمه به زبان فرانسه | پاریس، لاروس، ۱۹۳۶ (۷بار چاپ شده)                                              |
| ۸    | جواد حدیدی و یحیی علوی        |                                    | قرآن کریم                                 |                                      | ترجمه به زبان فرانسه، دارای حاشه‌های لغوی/توضیحی، تفسیری و واژه‌نامهٔ دوسویه، همراه با مقدمه‌ای مفصل راجع به شیوه نوین این ترجمه، با متن قرآن کریم                                       | مرکز ترجمه قرآن مجید، ۲۰۰۰                                                     |
| ۹    | محمد حمیدالله                 | Muhammad Hamidullah                | قرآن مجید                                 | Le saint Coran                       | ترجمه از عربی به زبان فرانسه، با قدمه لویی ماسینیون به خط لاتین | پاریس، ۱۹۵۹، ۱۹۵۹، ۱۹۶۳، ۱۹۶۳، ۱۹۶۵، ۱۹۶۶، ۱۹۷۱؛ بیروت، ۱۹۷۳، ۱۹۸۰، ۱۹۹۰؛ دهلی |
| ۱۰   | رنه خوام                      | René Khawam                        | قرآن کریم                                 |                                      | ترجمه به زبان فرانسه | پاریس، ۱۹۹۰                                                                    |
| ۱۱   | آندره دوریه                   | André Du Ryer                      | قرآن محمد                                 | L، Alcoran de Mohammed               | ترجمه از زبان عربی به زبان فرانسه | چاپهای متعدد                                                                   |
| ۱۲   | مارسل دیویک                   | M. Devic                           | قرآن                                      |                                      | ترجمه به زبان فرانسه | ۱۸۸۳                                                                           |
| ۱۳   | کلود اتین ساواری              | Claude-Étienne Savary              | قرآن                                      | Le Coran                             | ترجمه به زبان فرانسه با مقدمه کردن و خود مترجم | چاپهای متعدد                                                                   |
| ۱۴   | آندره شورقی (شورکی)           | André Chouraqui                    | قرآن کریم                                 |                                      | ترجمه به زبان فرانسه | پاریس، ۱۹۹۱                                                                    |
| ۱۵   | آمور غدیره                    | A. Ghadira                         | قرآن کریم                                 |                                      | ترجمه به زبان فرانسه، به خط لاتین | لیون، ۱۹۵۶                                                                     |
| ۱۶   | فاطمه زیده                    |                                    | قرآن                                      | L. Alkoran                           | ترجمه به زبان فرانسه، به خط لاتین | لیسبون، ۱۸۶۱                                                                   |
| ۱۷   | کازیمیزسکی، آلبرت دوبیبرشتاین | Kasimirsky، Albert. Du. Bibrestein | قرآن                                      | Le Coran                             | ترجمه از عربی به زبان فرانسه | چاپهای متعدد                                                                   |
| ۱۸   | صلاح‌الدین کشرید               |                                    | قرآن کریم                                 |                                      | ترجمه به زبان فرانسه | بیروت، ۱۹۸۴، ۱۹۸۵                                                              |
| ۱۹   | آنتوان گالان                  | Antonie Galland                    | قرآن کریم                                 |                                      | ترجمه به زبان فرانسه | فاقد مشخصات چاپ                                                                |
| ۲۰   | ژان روژان                     | Jean Grosjean                      | قرآن                                      | Le Coran                             | ترجمه به زبان فرانسه، با یادداشت ژاک برگ، همراه متن عربی | پاریس، ۱۹۷۲؛ بیروت، ۱۹۷۴، ۱۹۹۴                                                 |
| ۲۱   | دنی ماسون                     | Denise Masson                      | قرآن                                      | Le Coran                             | ترجمه به زبان فرانسه، به خط لاتین، با مقدمه ژان کروژان | بلژیک، ۱۹۶۷؛ با متن عربی، بیروت، ۱۹۷۵ و پاریس، ۱۹۷۶                            |
| ۲۲   | ادوارد لویی مونته             | Edward. L. Montet                  | قرآن                                      | Le Coran                             | ترجمه به زبان فرانسه، همران مقدمه‌ای دربارهٔ نزول آیات و سیره پیامبر اسلام | پاریس، ۱۹۲۹؛ بیروت، ۱۹۴۹، ۱۹۵۴، ۱۹۵۸، ۱۹۶۳؛ ۱۹۶۸، ۱۹۶۹                         |